# Тања Мутафова
Тања Мутафова (Хасково, 10. новембар 1949 — Хасково, 31. децембар 2018), била је бугарска поп-фолк певачица.

## Дискографија

### Албуми
- (1995)
- (1997)
- (1999)
- (2000)

### Спотови
| Спот | Година | Режисер                     |
| ---- | ------ | --------------------------- |
|      | 1995   | DJ Chokolet и Вики          |
|      | 1998   | Стилијан Иванов             |
|      | 1999   | Георги Колев,Петјо Картулев |
|      | 2000   | Николај Скерлев             |